# Geissorhiza inflexa
Geissorhiza inflexa är en irisväxtart som först beskrevs av Daniel Delaroche, och fick sitt nu gällande namn av Ker Gawl. Geissorhiza inflexa ingår i släktet Geissorhiza och familjen irisväxter. Inga underarter finns listade i Catalogue of Life.